# Sclerotium

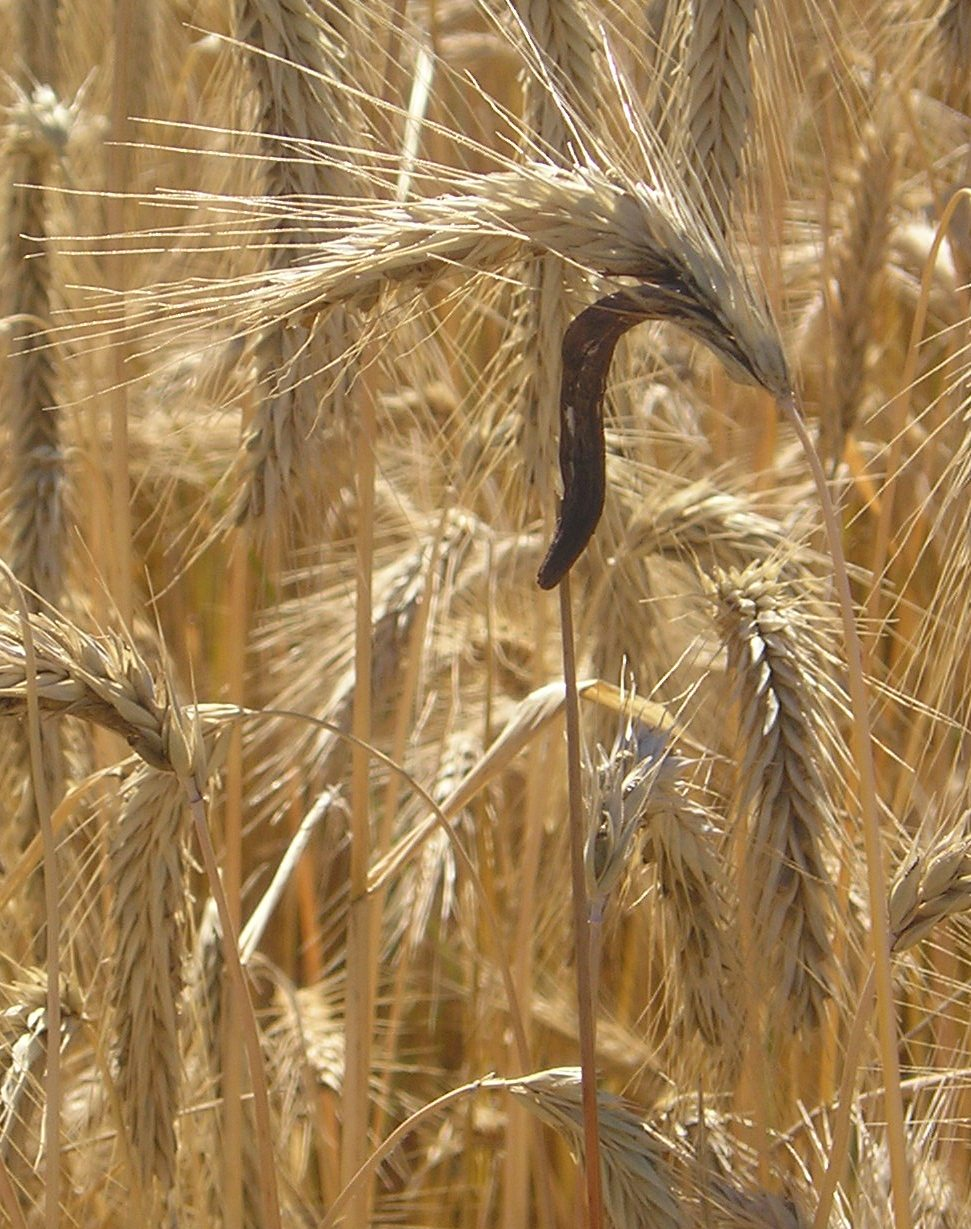
Sclerotium van moederkoorn

Een sclerotium (meervoud Sclerotia) is een zwamvlokpakket bij schimmels. Aan de buitenkant is het sclerotium soms voorzien van een vliezig laagje dat uitdroging tegengaat. Onder voor de schimmel gunstige omstandigheden kunnen hieruit meerdere jaren achtereen vruchtlichamen tot ontwikkeling komen. 
Het sclerotium is rijk aan vet en polysachariden. Het is een typisch overlevingsorgaan dat als rustfase van de zwamvlok (mycelium) te beschouwen is. Het sclerotium bestaat uit aan elkaar vastgeklitte schimmeldraden (hyfen), in de volksmond noemt men dat een 'wolventand' of 'rattenkeutel'. Ze kunnen, op de bodem gevallen, jarenlang in rust blijven voor ze vruchtlichamen gaan vormen. 
Als sclerotiën van moederkoorn (Claviceps purpurea) samen met graan worden geoogst en vermalen tot bloem, kan dat bij inname vergiftiging tot gevolg hebben. Bij hoge dosis is zo'n vergiftiging dodelijk; ze is te wijten aan ergotine.
De franjeporiezwam (Polyporus tuberaster) kan bij de aanwezigheid van een rijke voedselbron ondergronds een knolvormig sclerotium vormen ter grootte van een voetbal en enkele kilo's zwaar. Een deel ervan bestaat uit bodemmateriaal dat door de hyfen is ingekapseld.

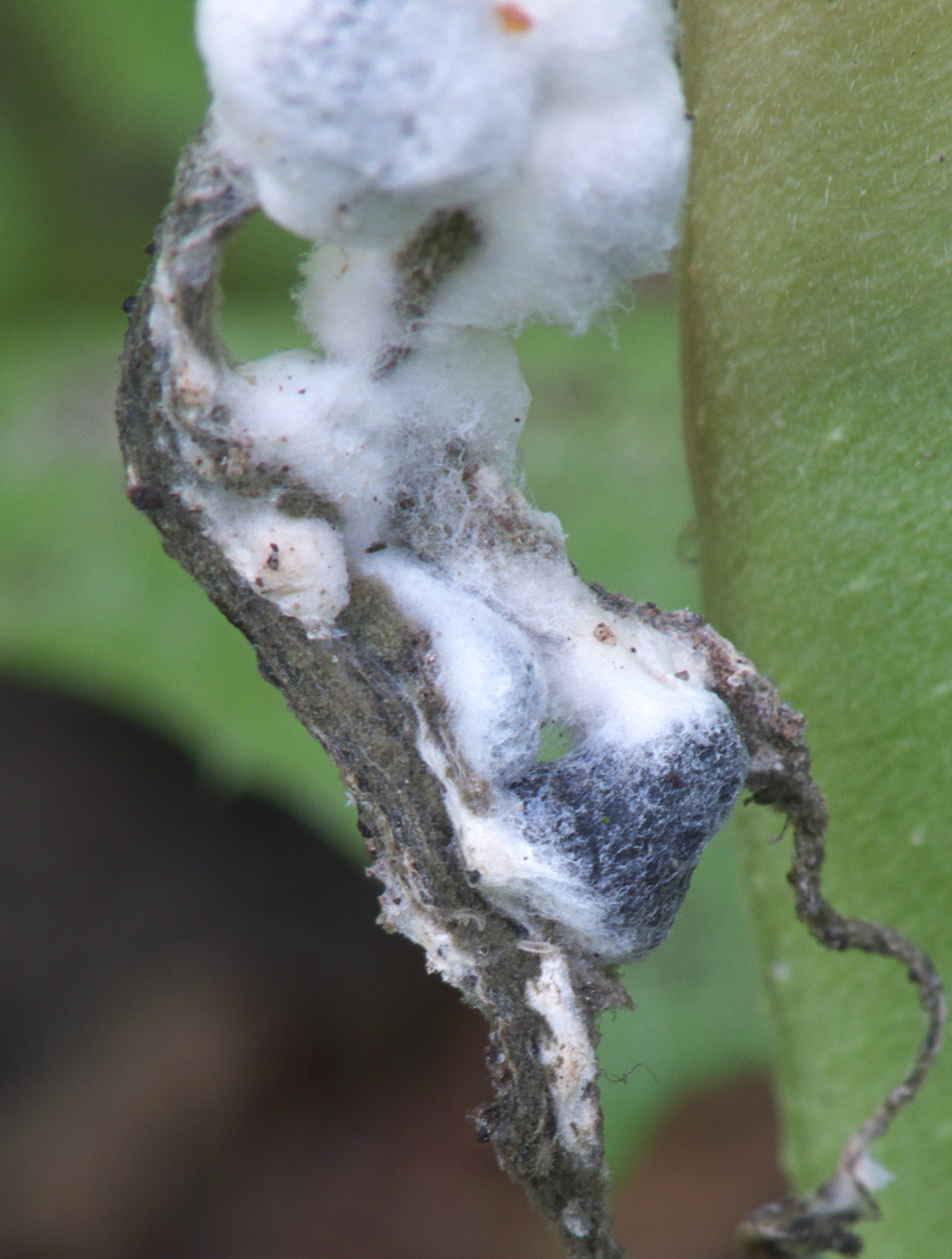
Sclerotium van sclerotiënrot op stamsperzieboon
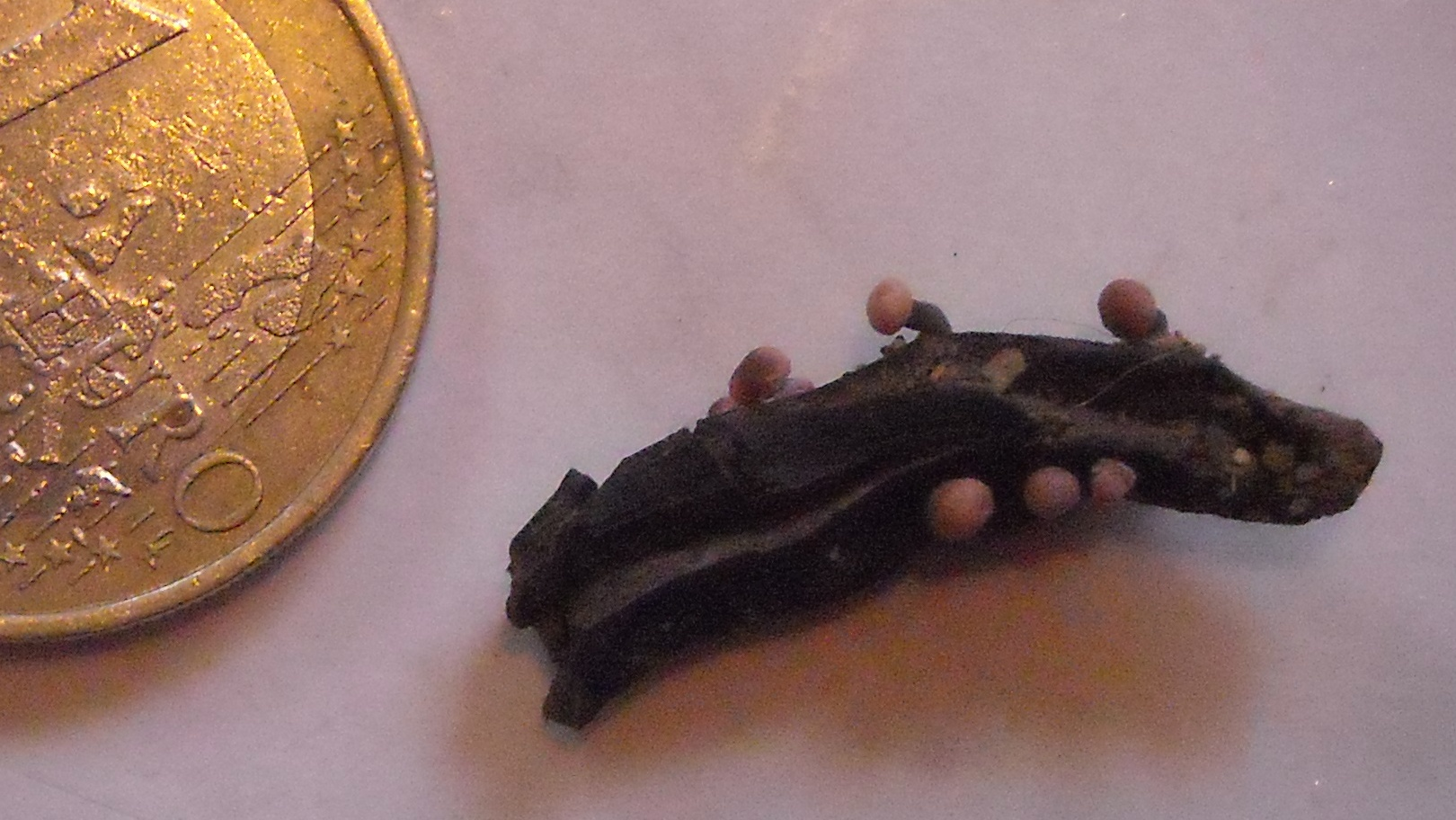
Gekiemd sclerotium van moederkoorn met ascocarpen
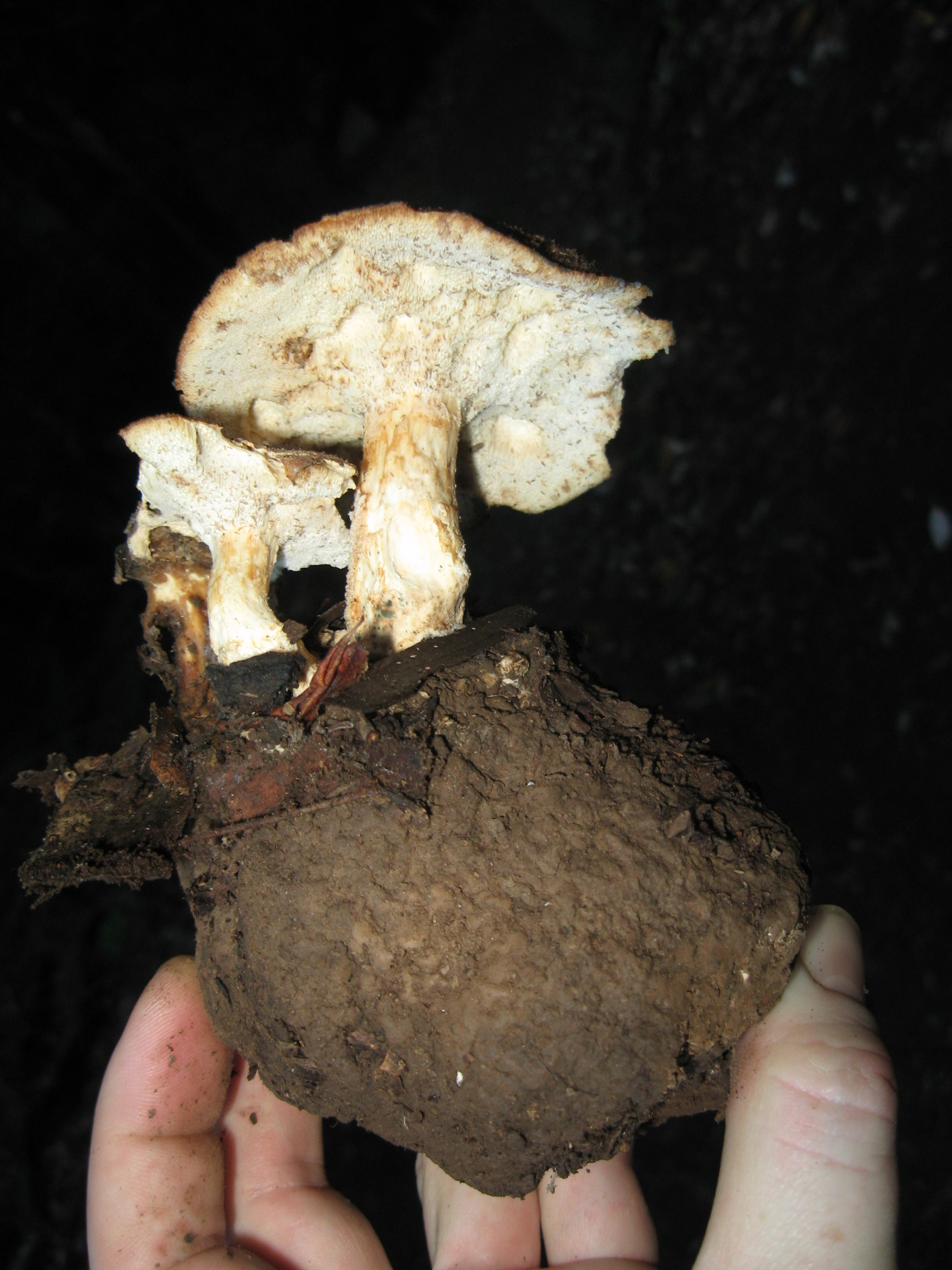
Vruchtlichamen uit een sclerotium van de franjeporiezwam